# American Bible Society
Die American Bible Society (ABS) (zu deutsch: Amerikanische Bibelgesellschaft) ist ein 1816 gegründeter Verlag, der die Bibel übersetzt und verbreitet.
Von 2000 bis 2001 wurden durch sie 4.113.106 Bibeln und 8.322.112 Ausgaben des Neuen Testaments produziert. Zu den von der ABS herausgegebenen Bibelübersetzungen gehören unter anderem die Good News Translation und die Contemporary English Version. Der Sitz der ABS liegt in New York, wo sie auch ein größeres Archiv mit seltenen oder ungewöhnlichen Bibelausgaben unterhält. Vorstand des Unternehmens ist seit 2006 Paul Irwin.

## Geschichte

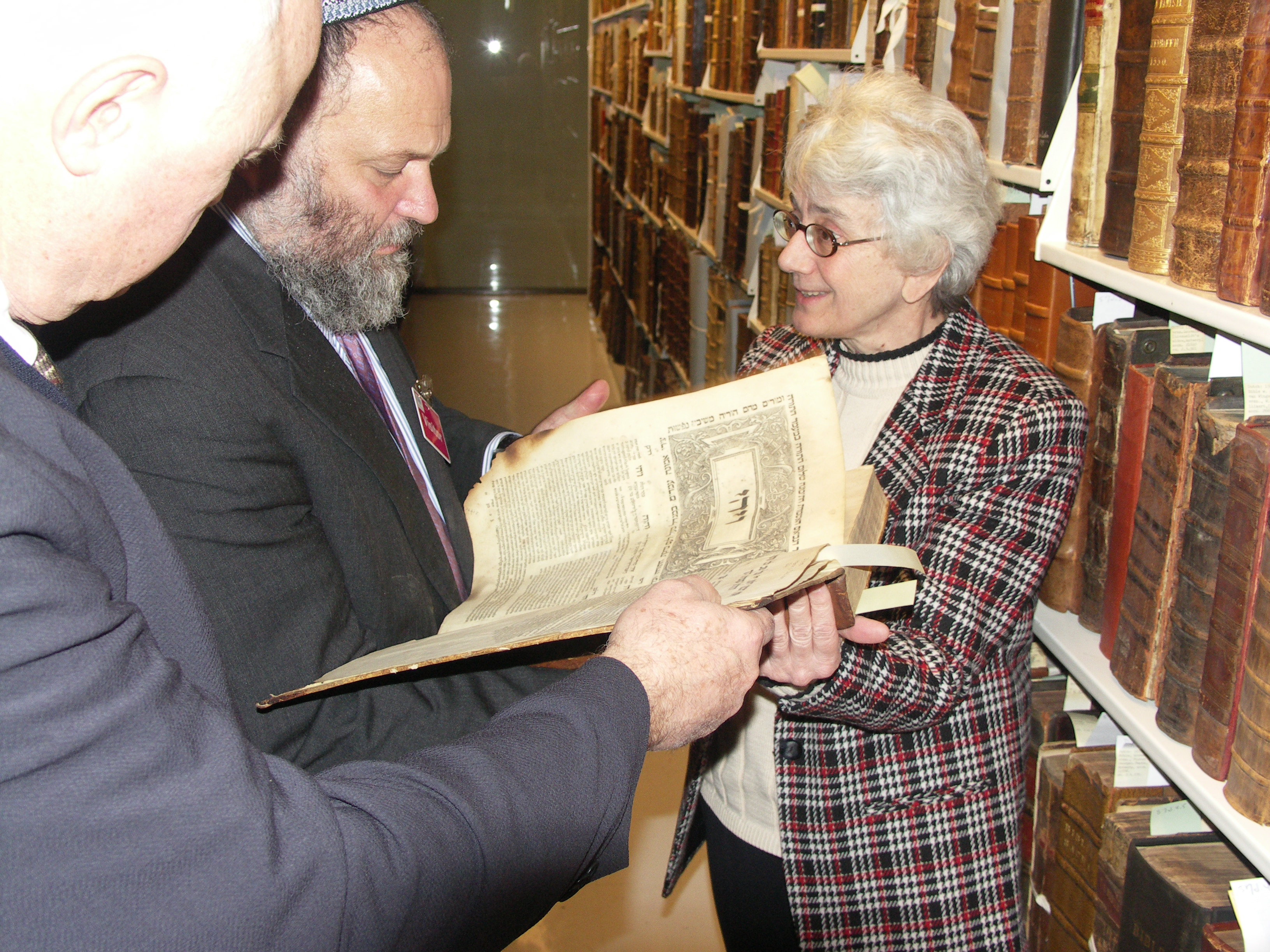
Effie Eitam (Israel) betrachtet eine Hebräische Bibel aus dem 16. Jahrhundert in der Bibliothek der ABS.

Die Vertreter mehrerer Bibelgesellschaften aus verschiedenen Teilen der Vereinigten Staaten fanden sich vom 8. bis 13. Mai 1816 in New York City zu einem Kongress ein, der die Gründung eines gemeinsamen Unternehmens zum Ziel hatte. Wie aus dem Bestätigungsvermerk eines Prüfers am Ende des ersten Geschäftsjahres hervorgeht, wurde die Gesellschaft am 11. Mai 1816 gegründet. Zum ersten Präsidenten des Unternehmens wählten die Versammelten Elias Boudinot aus New Jersey.
Die American Bible Society feierte 1934 ihren hundertjährigen Dienst in China. Zu diesem Anlass erinnerte der damalige stellvertretende Leiter John R. Mott, dass die ABS bereits 1833 $3.000 an Elijah Coleman Bridgman, den ersten protestantischen US-amerikanischen Missionar, gesendet hatte, um Bibeln auf Chinesisch zu drucken. 1934 hatte die ABS bereits 70 Mio. Bibeln im Wert von $2.897.383 verteilt.
An ihrem Firmensitz in Manhattan, NY, befindet sich ein Museum mit antiken und historischen Bibeln. Die älteste von ihnen entstand zur Zeit der Gutenberg-Bibel, von der auch einige Seiten im Museum zu finden sind. Die Bibliothek enthält Ausgaben der Bibel in allen Sprachen, aus allen Ländern und Regionen und umfasst ca. sechs Jahrhunderte. Sie ist damit nach den vatikanischen Bibliotheken die zweitgrößte Sammlung religiöser Bücher. 

In ihrem Archiv in Südamerika befinden sich ebenfalls tausende zufällig gesammelter Bibeln.
1999 stellte die ABS einen freien Webbuilder für Kirchen ins Netz. Weitere Webseiten folgten, unter anderem 2006 ShareYourStoryNow.org, wo Benutzer ihre Erfahrungen mit der Bibel schildern können.
2006 startete die erste Fernsehserie der ABS, in der verschiedene Bibelwissenschaftler bezüglich aktueller Probleme in der Gesellschaft befragt werden, die mit dem Christentum zusammenhängen.
Am 19. Juni 2014 schloss die ABS mit der ICANN ein Registry Agreement über die neue Top-Level-Domain .bible. Ab dem 8. März 2016 um 14:00 Uhr deutscher Zeit ist diese ohne Registrierungseinschränkungen verfügbar.